# Gerrie Slot

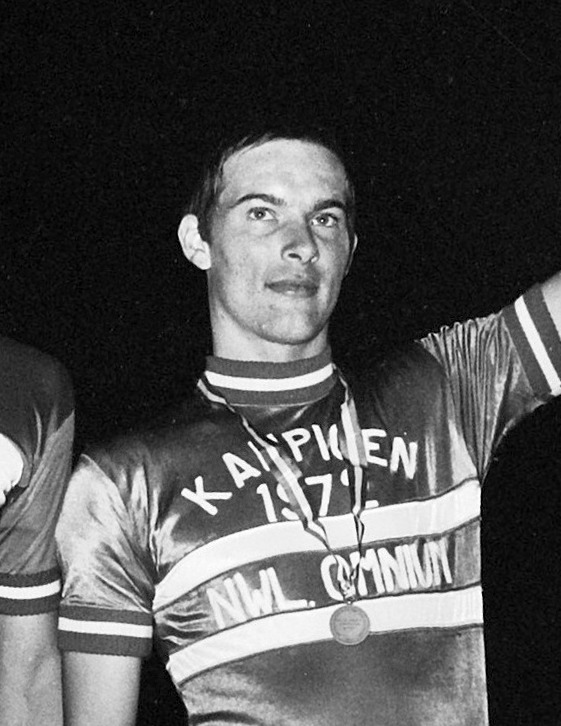
Gerrie Slot 1974

Gerrit „Gerrie“ Slot (* 23. Mai 1954 in Alkmaar) ist ein ehemaliger niederländischer Radrennfahrer und nationaler Meister im Radsport.

## Sportliche Laufbahn
Slot war im Bahnradsport und im Straßenradsport aktiv. Er war Teilnehmer der Olympischen Sommerspiele 1976 in Montreal. In der Mannschaftsverfolgung wurde der Bahnvierer der Niederlande mit Gerrit Möhlmann, Peter Nieuwenhuis, Herman Ponsteen und Gerrie Slot auf dem 5. Rang klassiert.
1979 siegte er in der nationalen Meisterschaft im Punktefahren der Amateure. Bei den nationale Meisterschaften im Bahnradsport wurde er Vize-Meister im Steherrennen 1974, im Tandemrennen 1974, 1975, 1979, im Omnium 1975, 1976, 1977 sowie 1978 im Dernyrennen und 1980 im Punktefahren. Meisterschaftsdritter wurde Slot 1973 und 1977 auf dem Tandem, 1975 und 1980 im Dernyrennen, 1976 im Punktefahren, 1977 im Zweier-Mannschaftsfahren. Er gewann 1974 das Sechstagerennen für Amateure in München mit Martin Venix als Partner.  Beide waren auch beim Amateursechstagerennen in Köln 1974 erfolgreich. 1979 siegte er im Sechstagerennen für Amateure von Antwerpen mit Hans Koot als Partner.
Auf der Straße wurde er 1975 Dritter der Stausee-Rundfahrt Klingnau.

## Familiäres
Slot ist mit der früheren Olympiateilnehmerin im Schwimmsport Maritzka van der Linden verheiratet.